# Arignano
Arignano (piemonti nyelven Argnan) egy olasz község (comune) a Piemont régióban.

## Testvérvárosok
- Comillas